# Entidade elementar
Em química, uma entidade elementar é qualquer objeto ou evento contável, geralmente uma molécula, um íon ou um grupo específico de átomos.